# Edgar Antonsson
Edgar Antonsson, född 2 juni 1933 i Glimåkra, död 11 juli 2010 i Täby, var en svensk journalist och tidningsledare. Han arbetade under cirka 30 år på kvällstidningen Expressen, där han bland annat var redaktionschef, nattchef samt chef för tidningens Malmöredaktion.
Edgar Antonsson föddes i Lönsboda i Skåne och hade sin första anställning som journalist vid tidningen Norra Skåne i Hässleholm. Han arbetade senare inom tidningskoncernen Åhlén och Åkerlund, bland annat som chef på veckotidningarna Se och FIB aktuellt, innan han år 1969 värvades till Expressen. Han var under en period även chefredaktör på veckotidningen Se och Hör.
Edgar Antonsson betraktades med mycket stor respekt av kolleger inom stora delar av journalistkåren i Sverige. Författaren Jan Guillou har berättat att det var Edgar Antonsson som gav honom hans första journalistjobb, då Antonsson var redaktionschef på FIB aktuellt. I ett minnesord som publicerades i Expressen efter Antonssons död sa Jan Guillou att "det var Edgar som gjorde mig till journalist" och att "han kombinerade två ovanliga saker: Passion för journalistik och sanningsenlighet. Det gör honom speciell bland alla journalister jag träffat under 45 år". Edgar Antonssons kollega på Expressen, Ulf Nilson, beskrev Edgar Antonsson som "en av de bästa tidningsmakare som jag har träffat".